# 掛川信用金庫
掛川信用金庫（かけがわしんようきんこ、英語：The Kakegawa Shinkin Bank）は、かつて静岡県掛川市に本店を置いていた、日本の信用金庫である。

## 概要
本店所在地は静岡県掛川市亀の甲二丁目203番地。
二宮尊徳の高弟である岡田良一郎が、地域振興を目的として1879年（明治12年）11月24日に設立した勧業資金積立組合が前身である。
静岡県遠州地方の中部（中遠）から東部（東遠）にかけての、中東遠地域を中心に掛川市・菊川市・御前崎市を主体に牧之原市・袋井市・磐田市・吉田町の6市1町に24店舗と1出張所を展開する。キャッチコピーは中東遠のコミュニティバンク。
通称は、かけしん。
2017年11月29日、島田信用金庫と2019年3月を目処に対等合併すると発表した。新金庫の名称は「島田掛川信用金庫」とし、手続き上、掛川信金を存続金庫とするほか、掛川信金本店を新金庫の本店とすることも発表した。また役員人事では、新金庫の理事長に掛川の伊藤理事長、会長に島田の市川理事長がそれぞれ就任する。
2019年6月12日、東海財務局より、合併の認可を得る。

## 沿革
- 1879年（明治12年）11月24日 ‐ 勧業資金積立組合設立。
- 1892年（明治25年）8月 ‐ 掛川信用組合に改組。
- 1901年（明治34年）7月 ‐ 有限責任掛川信用組合に改組。
- 1936年（昭和11年）1月 ‐ 保証責任掛川信用組合に改組。
- 1950年（昭和25年）3月 ‐ 掛川信用協同組合に改組。
- 1952年（昭和27年）3月 ‐ 掛川信用金庫に改組。
- 1995年（平成7年）5月 ‐ 本店を掛川市連雀から掛川市亀の甲へ移転。
- 2019年 (令和元年) 6月 - 掛川信用金庫と島田信用金庫が合併し、島田掛川信用金庫に名称を変更。存続金庫は掛川信用金庫

## ATMについて
日本国内の金融機関としては初めて、当金庫では振り込め詐欺対策として、「ATMコーナーでの携帯電話の使用はご遠慮ください」という旨の告知をATMコーナーに掲示している
更に、当金庫のキャッシュカード利用者に対しては、任意でATMによる振込機能を停止するサービスも行われている。

## 在籍した人物
ハイフン以降はその他の代表的な役職を示す。
- 岡田良一郎 - 衆議院議員
- 鷲山恭平 - 土方村村長